# Božo Skoko
Božo Skoko (Ljubuški, 26. veljače 1976.) redoviti je profesor odnosa s javnošću i voditelj poslijediplomskog specijalističkog studija Odnosi s javnošću na Fakultetu političkih znanosti Sveučilišta u Zagrebu. Autor je sedam knjiga te sedamdesetak radova iz odnosa s javnošću, međunarodnih odnosa, brendinga destinacija te upravljanja identitetom i imidžom Hrvatske. Konzultant je za strateško komuniciranje te publicist. Utemeljitelj je i savjetnik za strateško komuniciranje Millenium promocije, agencije za komunikacijski menadžment iz Zagreba.  

## Obrazovanje i profesionalna karijera
Na Fakultetu političkih znanosti Sveučilišta u Zagrebu diplomirao je novinarstvo 1999. Tijekom studija dvaput je nagrađen Rektorovom nagradom – 1995. za istraživanje iz povijesti novinarstva a 1997. za rad iz međunarodnih odnosa.
 Radijskim novinarstvom se počeo baviti još kao srednjoškolac, a početkom studija surađivao je u medijima Hrvatskog informativnog centra, Hrvatske matice iseljenika i Glasa Koncila. 1996. počinje raditi na Hrvatskoj televiziji, najprije kao novinar, a potom i kao urednik u Informativnom programu. 
Godine 1999. upisao je poslijediplomski znanstveni studij Međunarodni odnosi na Fakultetu političkih znanosti, gdje je 2003. magistrirao  na temu „Imidž Hrvatske u međunarodnim odnosima“ pod mentorstvom prof. dr. Radovana Vukadinovića. Na istom fakultetu 2008. obranio je doktorsku disertaciju u polju politologije na temu „Komparativna analiza imidža Hrvatske u državama nastalim na prostoru bivše Jugoslavije“ pod mentorstvom prof. dr. Ivana Šibera.  
Godine 1999. jedan je od utemeljitelja Millenium promocije, danas vodeće hrvatske agencije za odnose s javnošću, gdje je kratko obnašao dužnost direktora. Proteklih dvadeset godina vodio je mnogobrojne komunikacijske projekte u Hrvatskoj i inozemstvu, a među ostalim savjetovao je Delegaciju Europske komisije u Hrvatskoj. Vodio je niz projekata vezanih uz brendiranje destinacija. Stalni je suradnik njemačke zaklade Friedrich Ebert na aktivnostima vezanim uz identitet, imidž i promociju Bosne i Hercegovine. 
Godine 2001. zaposlen je kao znanstveni novak na Fakultetu političkih znanosti, te angažiran na kolegijima iz odnosa s javnošću. 
Godine 2009. izabran je za docenta, a 2014. za izvanrednog profesora. Od 2011. voditelj je poslijediplomskog sveučilišnog specijalističkog studija Odnosi s javnošću. Od 2014. do 2016. bio je predstojnik Odsjeka za novinarstvo i odnose s javnošću, a nakon reorganizacije studija novinarstva, koju je inicirao - predstojnik Odsjeka za strateško komuniciranje Fakulteta političkih znanosti Sveučilišta u Zagrebu (od 2016. do 2018.).     
Hrvatska udruga za odnose s javnošću dodijelila mu je 24. studenoga 2011. posebnu nagradu za razvoj struke odnosa s javnošću u Hrvatskoj (Grand Prix award 2011). A dobitnik je i sljedećih nagrada: „Edward Bernays Award“, nagrade za doprinos razvoju znanosti na području odnosa s javnošću (2019.); „PRO.PR Award“, regionalne godišnje nagrade za doprinos razvoju odnosa s javnošću u jugoistočnoj Europi (2013.), Europska turistička nagrada „Povelja F.E.S.T. 2011.“ Europske federacije turističkih novinara sa sjedištem u Rimu „za kulturološki doprinos razvoju turizma“ (2011.) te Posebnog priznanja rektora Sveučilišta u Zagrebu „Radnoj skupini za definiranje novog identitetskog sustava (brenda) Sveučilišta u Zagrebu“ (zajedno s profesorima Bojanom Baletićem, Stipom Brčićem, Feđom Vukićem, Nenadom Doganom i Miroslavom Pelcom).

## Znanstvena karijera
- Od 2011. voditelj je poslijediplomskog sveučilišnog specijalističkog studija Odnosi s javnošću.
- Od 2014. do 2016. obnašao je dužnost predstojnika Odsjeka za novinarstvo i odnose s javnošću na Fakultetu političkih znanosti Sveučilišta u Zagrebu.
- Od 2016. do 2018. obnašao je dužnost predstojnika Odsjeka za strateško komuniciranje Fakulteta političkih znanosti Sveučilišta u Zagrebu.
- Na Fakultetu političkih znanosti Sveučilišta u Zagrebu izabran je 2001. za znanstvenog novaka – asistenta, 2009. izabran je za docenta, a 2014. za izvanrednog profesora.
- Godine 2003. magistrirao je na matičnom fakultetu, na temu Imidž Hrvatske u međunarodnim odnosima pod mentorstvom prof. dr. Radovana Vukadinovića
- Godine 2008. obranio je doktorsku disertaciju iz politologije na temu Komparativna analiza imidža Hrvatske u državama nastalim na prostoru bivše Jugoslavije pod mentorstvom prof. dr. Ivana Šibera.
- Usavršavao se u zemlji i inozemstvu iz odnosa s javnošću i upravljanja komuniciranjem.
- Kao stipendist američko-hrvatske zaklade Croatian Scholarship Fund iz San Francisca u nekoliko navrata gostovao je na američkim sveučilištima.

## Znanstveno-istraživački projekt
Od 2002. do 2006. sudjelovao je na znanstveno-istraživačkom projektu Ministarstva znanosti i obrazovanja Mediji i društvo. Od 2007. angažiran je na projektu Javnost, elite, mediji i komunikacijska strategija ulaska Hrvatske u EU, a od 2009. na projektu Javnost, elite, mediji i komunikacijska strategija ulaska Hrvatske u EU (voditelji: prof.dr.sc. Ivan Šiber i dr.sc. Nebojša Blanuša).  

## Nastavna djelatnost
- Od 2001. sudjeluje u izvođenju nastave na kolegijima s područja odnosa s javnošću na Fakultetu političkih znanosti Sveučilišta u Zagrebu.
- Od akad. god. 2009./2010. nositelj je kolegija Uvod u odnose s javnošću i Tehnike odnosa s javnošću na dodiplomskom studiju, te Strategija odnosa s javnošću, Upravljanje identitetom, imidžom i brendovima te Korporativno komuniciranje na diplomskom studiju novinarstva Fakulteta političkih znanosti Sveučilišta u Zagrebu.
- Na Edward Bernays visokoj školi za komunikacijski menadžment u Zagrebu vodi kolegij Javna diplomacija i odnosi s javnošću država.
- Bio je gost predavač na Sveučilištu u Dubrovniku te Sveučilištu u Mostaru.
- Na doktorskom studiju Komunikologija na Sveučilištu u Osijeku vodi kolegije Teorije odnosa s javnošću i Upravljanje nacionalnim identitetom i imidžom.

## Članstvo u strukovnim, stručnim i kulturnim organizacijama
- Hrvatska udruga za odnose s javnošću
- Hrvatsko komunikacijsko društvo
- Hrvatsko politološko društvo
- Matica hrvatska
- Član je od 2013. Odbora za zaštitu dobara od nacionalnog interesa HAZU-a.
- Član je uredništva znanstvenog časopisa Medijske studije.
- Član je Radne skupine Predsjednice Republike Hrvatske za razvoj identiteta i brenda Republike Hrvatske (2018./19.).

## Objavljene knjige
Objavio je sedam knjiga te više od 70 znanstvenih radova, s područja odnosa s javnošću, medija, upravljanja identitetom i imidžom te međunarodnih odnosa. Među prvim je hrvatskim znanstvenicima koji su se sustavno počeli baviti ulogom imidža države u međunarodnim odnosima te upravljanjem identitetom i imidžom gradova i regija.
- Skoko, Božo (2018): Understanding Croatia, Amazon
- Skoko, Božo (2016): Kakvi su Hrvati, Fokus, Zagreb
- Skoko, Božo (2014): Hrvatski velikani, Večernji list, Zagreb
- Skoko, Božo (2010): Hrvatska i susjedi, AGM, Zagreb
- Skoko, Božo (2009): Država kao brend, Matica hrvatska, Zagreb
- Skoko, Božo (2006): Priručnik za razumijevanje odnosa s javnošću, Millenium promocija, Zagreb
- Skoko, Božo (2005[2]): Hrvatska - identitet, image i promocija, Školska knjiga, Zagreb

## Vanjske poveznice
- Božo Skoko  Arhivirana inačica izvorne stranice od 12. ožujka 2009. (Wayback Machine) – osobna web stranica
- tko je tko-profil  Arhivirana inačica izvorne stranice od 26. ožujka 2008. (Wayback Machine)